# Ірдинка
Ірди́нка, Ірди́нь — річка в Україні, у Черкаському районі Черкаської області, права притока Вільшанки (басейн Дніпра).

## Опис
Довжина річки 20 км, похил річки — 0,35 м/км. Середня ширина — 6,5 м, середня глибина — 1,5 м. Площа басейну 108 км².

## Розташування
Ірдинка бере початок на болоті Ірдинь і переважно тече на північний схід, перетинає автошлях регіонального значення Р10 на ділянці між селом Мошни і містом Черкаси, протікає в межах сіл Сокирни, Єлізаветівки та Новоселівки. На південно-західній околиці села Лозівок впадає у річку Вільшанку, праву притоку Дніпра.

## Охорона довкілля
У долині річки розташовано пам'ятка природи місцевого значення «Дерево вільхи з дубом».